# Ангольско-сербские отношения
Ангольско-сербские отношения — двусторонние дипломатические отношения между Анголой и Сербией. Государства являются членами Всемирной торговой организации и Организации Объединённых Наций.

## История
Во время гражданской войны в Анголе (1975—2002) Социалистическая Федеративная Республика Югославия оказывала серьёзную поддержку «Народному движению за освобождение Анголы — Партия труда» (МПЛА), предоставляя военные материалы, финансовую помощь и образование для ангольских студентов в Белграде. В то время как советская поддержка «МПЛА» была непостоянной в середине 1970-х годов, Югославия твёрдо и постоянно помогала силам «МПЛА». Тесные отношения и совместное сотрудничество продолжились и после распада Югославии, в частности Ангола выразила поддержку позиции Сербии по вопросу принадлежности Косово.

## Сотрудничество
В 2011 году министр обороны Сербии Драган Шутановац заявил на встрече в Луанде, что Сербия ведёт переговоры с представителями вооружённых сил Анголы по вопросу строительства нового военного госпиталя.

## Дипломатические представительства
- У Анголы есть посольство в Белграде[4].
- Сербия имеет посольство в Луанде[5].